# 18 Vulpeculae
18 Vulpeculae, som är stjärnans Flamsteed-beteckning, är en dubbelstjärna belägen i den mellersta delen av stjärnbilden Räven. Den har en högsta skenbar magnitud på ca 5,51 och är svagt synlig för blotta ögat där ljusföroreningar ej förekommer. Baserat på parallax enligt Gaia Data Release 2 på ca 6,7 mas, beräknas den befinna sig på ett avstånd på ca 489 ljusår (ca 150 parsek) från solen. Den rör sig närmare solen med en heliocentrisk radialhastighet av ca -12 km/s.

## Egenskaper
Primärstjärnan 18 Vulpeculae A är en vit till blå jättestjärna av spektralklass A3 III, men klassificeringen är fortfarande oklar, då klasserna A1 IV, A3 V och A2 IV också nämns. Den har en massa som är ca 2,4 solmassor, en radie som är ca 3,5 solradier och utsänder ca 91 gånger mera energi än solen från dess fotosfär vid en effektiv temperatur på ca 8 300 K.
18 Vulpeculae är en pulserande variabel av Delta Scuti-typ (DSCT), som varierar mellan visuell magnitud +5,52 och 5,53 utan någon fastställd periodicitet. Stjärnans temperatur placerar den på den blå (hetare) sidan av Delta Scuti-instabilitetsremsan. Det ultravioletta spektrumet tyder på en stjärna av spektraltyp A3, men visar inga spektrala särdrag.
18 Vulpeculae är en dubbelsidig spektroskopisk dubbelstjärna med en omloppsperiod av 9,3 dygn och en liten excentricitet på 0,0116. Den är en friliggande stjärna  med en halv storaxel på 0,14742 ± 0,00047 AE. Följeslagaren har en massa som är ca 2,2 solmassor, en radie som är ca 2,4 solradier.